# Marcel Weyland
Marcel Weyland (ur. 1927 w Łodzi) – polski tłumacz poezji polskiej na język angielski, prawnik i architekt.
Urodził się w zasymilowanej łódzkiej rodzinie Żydów, Michała i Estery, jako najmłodsze z trojga dzieci. Miał dwie siostry, Halinę i Marylę. We wrześniu 1939 Weylandowie opuścili miasto, po czym udali się na Litwę. Marcel uczył się tam przez krótki czas w szkole sowieckiej i tajnej szkole polskiej. Japoński dyplomata Chiune Sugihara wydał rodzinie wizę tranzytową, co umożliwiło im przejazd przez Związek Sowiecki i terytorium Japonii. W Kobe Marcel uczył się języka angielskiego w szkole metodystów. Po kilku miesiącach rząd japoński wydalił rodzinę do Szanghaju, gdzie wkrótce została umieszczona w obozie dla uchodźców w dzielnicy Hongju. W Szanghaju, w wyniku choroby nowotworowej, zmarł jego ojciec. W obozie uczęszczał do szkoły żydowskiej z wykładowym językiem angielskim. W 1946 Weylandowie przeprowadzili się do Australii. W Sydney Marcel studiował prawo i architekturę.
W czasie II wojny światowej zafascynował się poezją polską i angielską, a już jako mieszkaniec Australii w wolnych chwilach tłumaczył utwory polskich poetów. Przełożył na angielski Pana Tadeusza Adama Mickiewicza (2004) i utwory m.in.: Juliusza Słowackiego, Cypriana Kamila Norwida, Marii Konopnickiej, Tadeusza Borowskiego, Bolesława Leśmiana, Juliana Tuwima, Edwarda Stachury, Czesława Miłosza i Wisławy Szymborskiej. Sto sześćdziesiąt wierszy wydał w antologii Słowo. 200 lat poezji polskiej. The Word. 200 Years of Polish Poetry (2010). W 2007 opublikował również Echoes – Poems of the Holocaust. Za swoją działalność kulturalną otrzymał w 2005 odznakę honorową „Zasłużony dla Kultury Polskiej”, w 2008 Order Australii, w 2012 Krzyż Oficerski Orderu Zasługi Rzeczypospolitej Polskiej, w 2013 Złoty Medal „Zasłużony Kulturze Gloria Artis”.
W 1952 ożenił się z Phillipą Keane, z którą ma pięcioro dzieci.